# Nicholas Kiptanui Bett
Ne doit pas être confondu avec Nicholas Bett, athlète kényan pratiquant le 400 mètres haies
Nicholas Kiptanui Bett (né le 20 décembre 1996) est un athlète kényan, spécialiste du steeple.

## Biographie
Médaillé d'argent des championnats du monde jeunesse de 2013, Nicholas Kiptanui Bett se révèle lors de la saison 2016 en se classant deuxième du meeting ligue de diamant de l'Athletissima de Lausanne, en portant son record personnel à 8 min 10 s 07, puis en se classant quatrième du Mémorial Van Damme, à Bruxelles.

## Palmarès
| Date | Compétition                  | Lieu             | Résultat | Épreuve     | Marque        |
| ---- | ---------------------------- | ---------------- | -------- | ----------- | ------------- |
| 2013 | Championnats du monde cadets | Pékin            | 2e       | 2 000 m st. | 5 min 20 s 92 |
| 2018 | Ligue de diamant             | Ligue de diamant | 8e       | 3 000 m st. | 8 min 19 s 74 |
| 2019 | Ligue de diamant             | Ligue de diamant | 12e      | 3 000 m st. | 8 min 26 s 95 |

### Records
| Épreuve         | Performance   | Lieu     | Date         |
| --------------- | ------------- | -------- | ------------ |
| 3 000 m steeple | 8 min 10 s 07 | Lausanne | 25 août 2016 |